# Гайнріх Бета
Гайнріх Йоганн Бета (нім. Johann Heinrich Bettziech; 28 березня 1813, Вербен (тепер частина міста Делітцш Саксонія — 31 березня 1876, Берлін) — німецький економіст і публіцист

## Короткий життєпис
Гайнріх Бета був сином Христиана Готфріда Беттціха (Christian Gottfried Bettziech), який з роду був лужицьким сербом, і Марії Сабіни Шретер (Marie Sabine Schröter) Родове прізвище батька було Bettsciech або Budzitsch.
Гімназіальну освіту отримав у  Галле і поступив утамтешній університет, де з 1834 до 1838 р. вивчав філологію, філософію і природничі науки. Вже в студентські роки писав статті для університетського видання, а після закінчення університету обрав місцем проживання Берлін, де став редактором літературно-критичного відділу часопису «Співбесідник або сторінки для духу і серця» (Der Gesellschafter oder Blätter für Geist und Herz). Пізніше він заснував часопис «Естафета» (Stafette) і одночасно перекладав старі німецькі тексти, серед яких Пісня про Нібелунгів і Райнеке Фукс (Reineke Fuchs). У 1845 році він одружився з Францішкою Тебесіус (Franziska Thebesius), від якої мав сина Оттомара Бету, відомого пізніше антисеміта. Приблизно в той же час він став одним із засновників «Белінського товариства вільної торгівлі» Berliner Freihandelsverein, який стояв на ліберальних позиціях манчестерської школи.
Під час революції 1848 р. займався випуском летючок. Через це та іншу літературну діяльність йому загрожувало ув'язнення від двох до дев'яти років. Гайнріх Бета емігрує спочатку в Лемберг в Данії, а потім у Лондон. Тут він знову одружився з Матільде Рольф (Mathilde Rolf). Займався літературною і громадською діяльністю, а після амністії 1861 р. повернувся до Німеччини. Тут він співпрацював з кількома німацькими та іноземними періодичними виданнями. Великий інтерес має характеристика  Карла Маркса, яку він дає у своїй статях про поета Фрайліграта (Freiligrath). В його оцінці портрет «вожня світового пролетаріатату» вимальвується дуже непривабливим віртуоза ненависті, сіяча огиди до всього, навіть до демократії, якщо вона виходить за комуністичні рамки. Звичайно, така оцінка Бети зачепила Карла Маркса за живе і він саме у манері, яку для нього Бета визначив типовою, дав принизливу оцінку критику у своєму листі до Енгельса, опулікованому в 1859 р.
З 1855 р. у Бети була частково паралізована рука, в подальшому також розвинулася хвороба очей, тому в останні роки свого життя викладати на папері свої думки йому ставало все тяжче і кінець кінцем він припинив творчу діяльність прикутий до ліжка. Гайнріх Бета помер 31 березня 1876 р. у Берліні.

## Вибрані твори
- Das Jubeljahr 1840 und seine Ahnen. Vergangenheit als Gegenwart. Berlin 1840 — «Ювілейний рік 1840 і його предки. Минуле як сучасність»
- Das Nibelungenlied als Volksbuch. In neuer Verdeutschung. Vereins-Buchhandlung, Berlin 1840. — «Пісня про Нібелунгів як народна книга»
- Geld und Geist. Versuch einer Sichtung und Erlösung der arbeitenden Volks-Kraft. A. W. Hayn, Berlin 1845 — «Золото і дух. Спроба розгляду і звільнення робочої сили народу».
- Berlin und Potsdam. Ihre Vergangenheit, Gegenwart und Zukunft. J. Poppel und M. Kurz, München 1846. — «Берлін і Потсдам. Їхнє минуле, сучасне і майбутнє».
- Beta's Freihandels-Katechismus. A. Weinholz, Berlin 1847 — «Катехізис вільної торгівлі Бети».
- Sünden-Register der Preußischen Regierung seit der Revolution: Ehrlichkeit ist die beste Politik. Schlesinger, Berlin 1848 — «Список гріхів прусського уряду від початку революції: Чесність — найліпша політика».
- Die rothe Fahne wird über ganz Europa wehen! Eine Prophezeiung der neuen Preussischen Zeitung . Friedrich Gerhard, Berlin 1850 — «Червона фана буде віяти над усією Європою. Пророцтво Нової прусської газети»
- Deutschlands Untergang und Aufgang durch Amerika. J. C. J. Raabé & Comp., Cassel 1851 «Німецький занепад і підйом через Америку».
- Benjamin Franklin. Sein Leben, Denken und Wirken . F. A. Brockhaus, Leipzig 1853 — «Бенджамін Франклін. Його життя, думки і твори».
- Ferdinand Freiligrath. Lebensskizze mit Portrait. In: Die Gartenlaube, Heft 43, 1859, S. 618—620 — «Фердінанд Фрайлінген. Життєпис з портретом».
- Ein deutscher Freihandelsapostel. In: Die Gartenlaube, Heft 17, 1863, S. 266—270 — «Апостол німецької вільної торгівлі».
- Deutsche Früchte aus England. Erzählungen und Erlebnisse. 2 Bände, Grunow, Leipzig 1865 — «Німецькі фрукти з Англії. Оповідання і переживання»
- H. Beta: Die Stadt-Gifte und deren Umwandlung in neue Geld- und Lebensquellen unter Leitung eines Deutschen Gesundheits-Parlamentes. Wilh. Logiers' Buchhandlung, Berlin 1870 — «Міські отрути та їхнє перетворення у нові джерела грошей під керівництвом парламенту здоров'я».
- Das Neue Deutsche Reich auf dem Grunde Germanischer Natur und Geschichte. Wintersche Verlagshandlung. Leipzig und Heidelberg 1871 — «Нова німецька імперія на основі німецької притроди та історії».
- Die Dichtkunst der Börse. Lüderitz'sche Verlagsbuchh., Carl Habel, Berlin 1873 (Deutsche Zeit und Streitfragen II Heft 32) — «Поетичне мистецтво біржі».
- Die Nixenhöhle. Erzählung aus dem Englischen Leben. F. Stamm's Verlags-Expedition, Leitmeritz (1890) (Abend-Blätter. Lieferung 148—177) — «Печера відьом. Оповідання з англійського життя»